# Musapsocidae
Musapsocidae (лат.) — семейство сеноедов из подотряда Troctomorpha. Насчитывает два рода и около 10 видов. Современные представители встречаются в Южной и Центральной Америке.

## Описание
Мелкие сеноеды, длина тела 2,0—2,5 мм. Усики 12-члениковые. Лобные швы отсутствуют. Лациния с вершиной из трёх отростков, состоящих из медиального бугорка, кончика латерального бугорка и субапикального зубца латерального бугорка. Лапки 2-члениковые. Претарзальные коготки каждой стопы непохожи, передний коготок расширен перепончатым покровом, задний коготок без капюшона и с предвершинным зубцом. Без чешуек. Переднее крыло: птеростигма открыта базально, то есть дистальный отдел Sc отсутствует. В переднем крыле жилка 2А сливается с 1А или свободно оканчивается, не доходя до края крыла. Базальный отдел Rs в заднем крыле отсутствует, но два конца жилки иногда присутствуют. Субгенитальная пластинка с широким внутренним склеритом. Наружная створка яйцеклада не разделена на лопасти, без щетинок. Фаллосома с парамерами, апикально пересекающими друг друга медиально; эдеагус разделен дистально.

## Классификация
- Musapsocoides García-Aldrete & Mockford, 1996
  - Musapsocoides nadleri García-Aldrete & Mockford, 1996[4] — Перу
- Musapsocus Mockford, 1967[5]
  - Musapsocus birkenholzi Mockford, 1967 — Коста-Рика
  - Musapsocus creole Mockford, 1967 — Венесуэла
  - Musapsocus huastecanus Mockford, 1967 — Мексика
  - Musapsocus insularis García-Aldrete, 1987[6] — Мексика
  - Musapsocus mockfordi New, 1980[7] — Бразилия
  - Musapsocus newi Mockford, 1991[8] — Бразилия
  - Musapsocus simlae Mockford, 1967 — Тринидад
  - Musapsocus tabascensis Mockford, 1967 — Мексика